# فردریش کورت فیدلر
فردریش کورت فیدلر (به آلمانی: Friedrich Kurt Fiedler؛ ۸ مارس ۱۸۹۴ – ۱۱ نوامبر ۱۹۵۰) طراح گرافیک اهل آلمان و همچنین نماینده حزب سوسیال دموکرات آلمان بود.
در دوران جمهوری وایمار او برای طراحی پوستر، تصویرسازی کتابها و طراحیهایش شناخته شد. پس از جنگ جهانی دوم او به بنیانگذاری دوباره انجمن هنرهای زیبا (به آلمانی: Verein bildender Künstler) در درسدن همت گماشت، اما در دورانی که همه نیروهای اجتماعی دموکراتیک پس زده می‌شدند نفوذ خود را تاحد زیادی از دست داده بود.

## نگارخانه

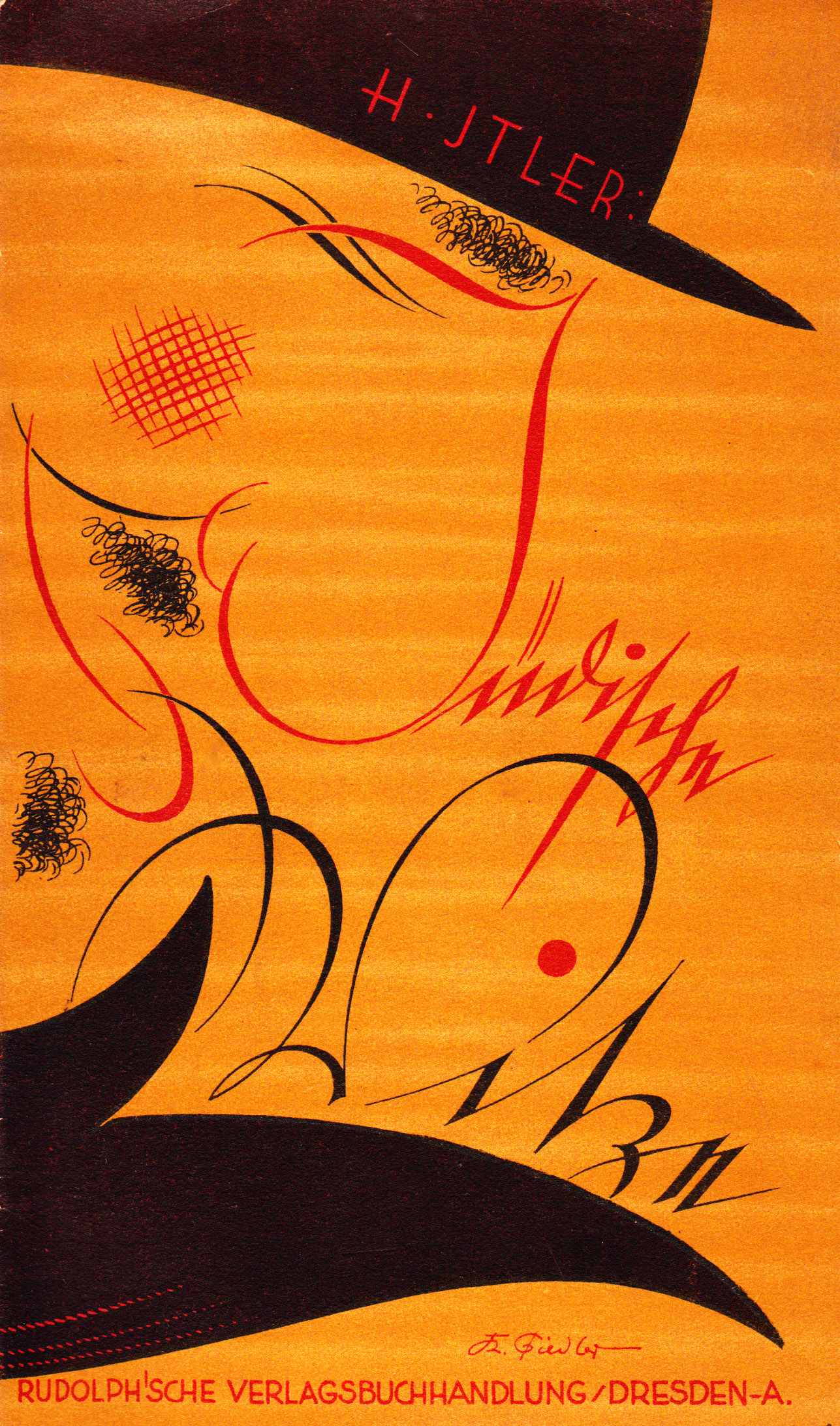
تصویرسازی برای کتاب، نویسنده ناشناس
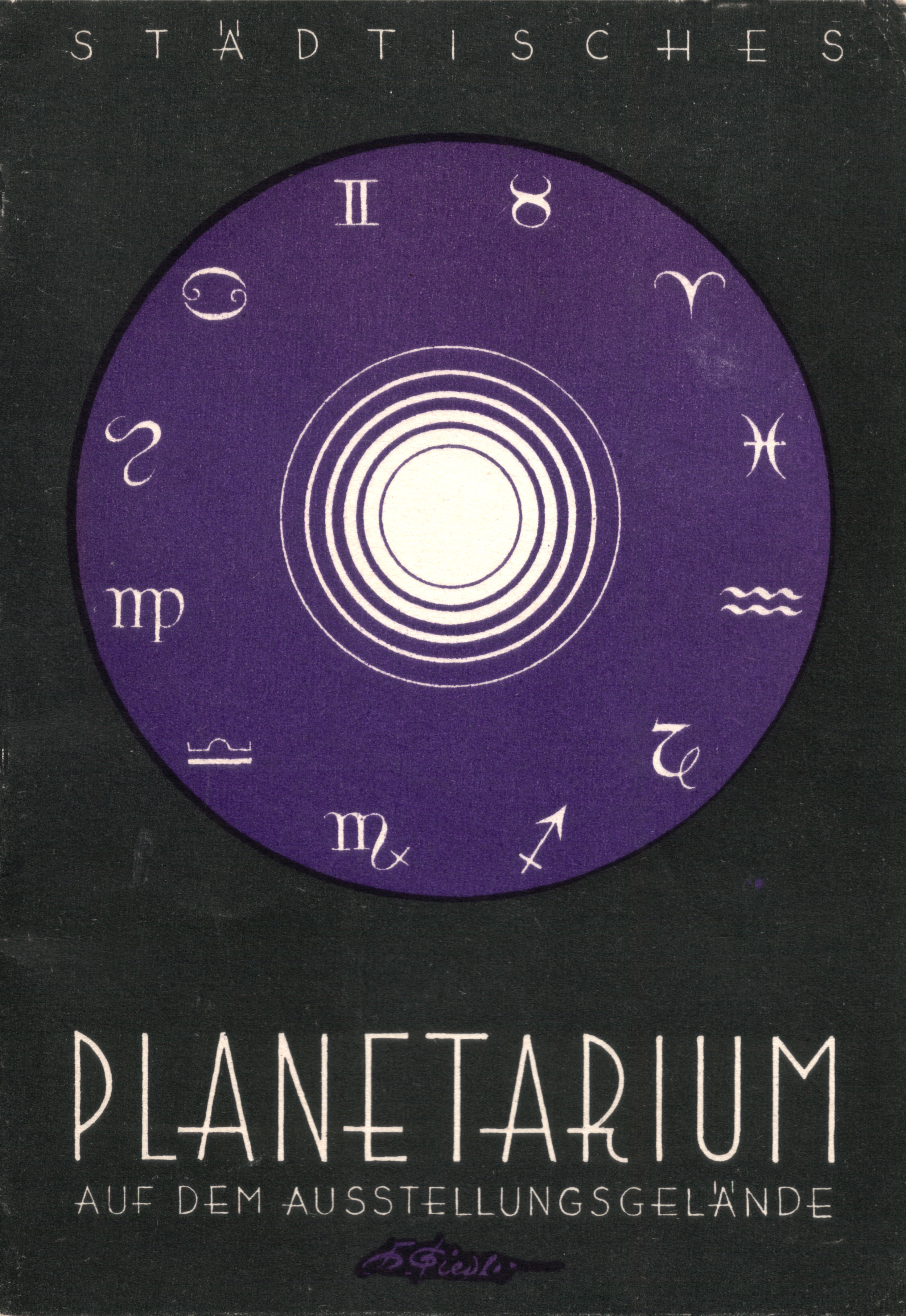
تصویرسازی برای کتاب، افلاک نمای درسدن
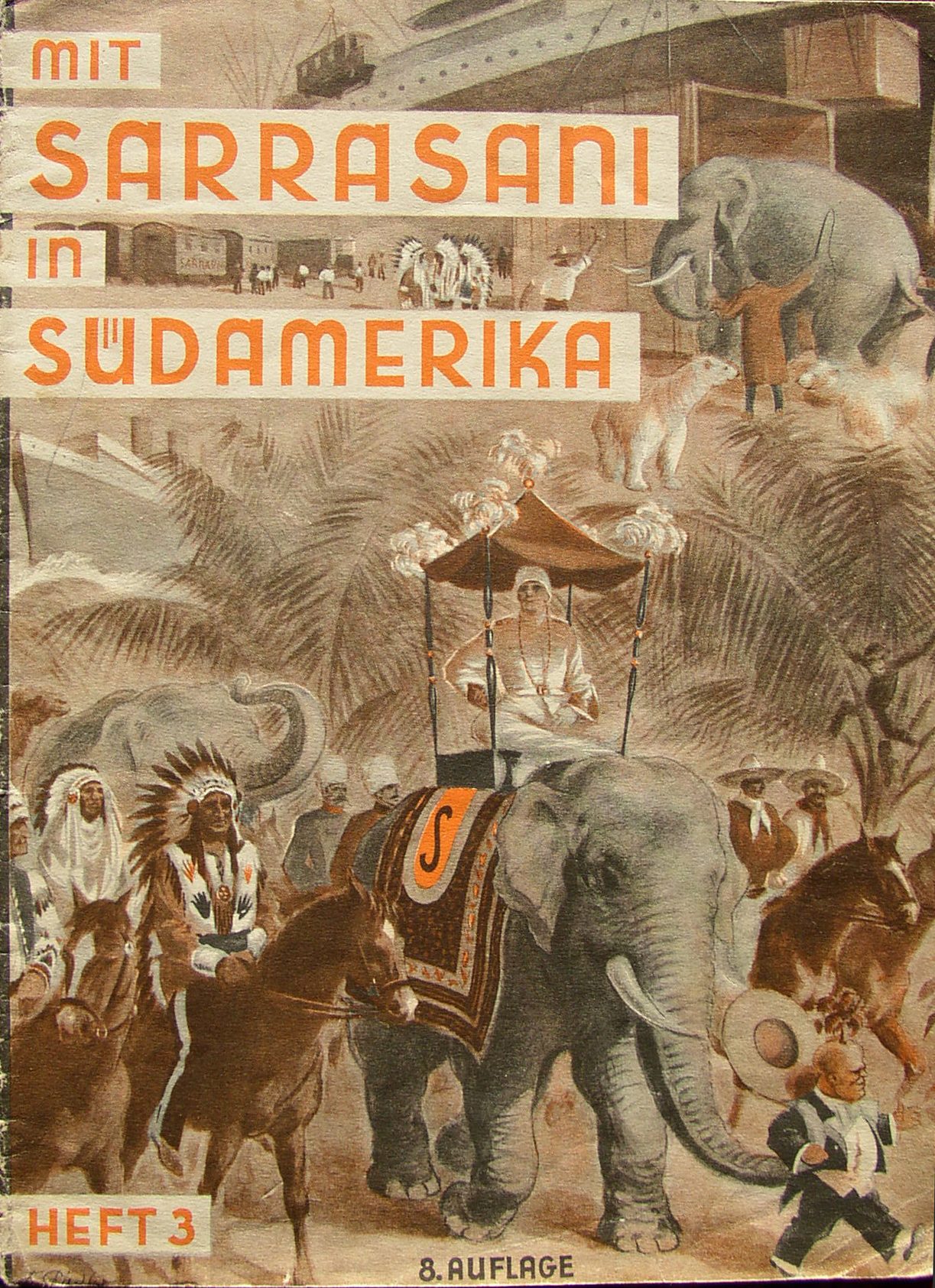
تصویرسازی برای کتاب، با سیرک سارانسی در آمریکای جنوبی
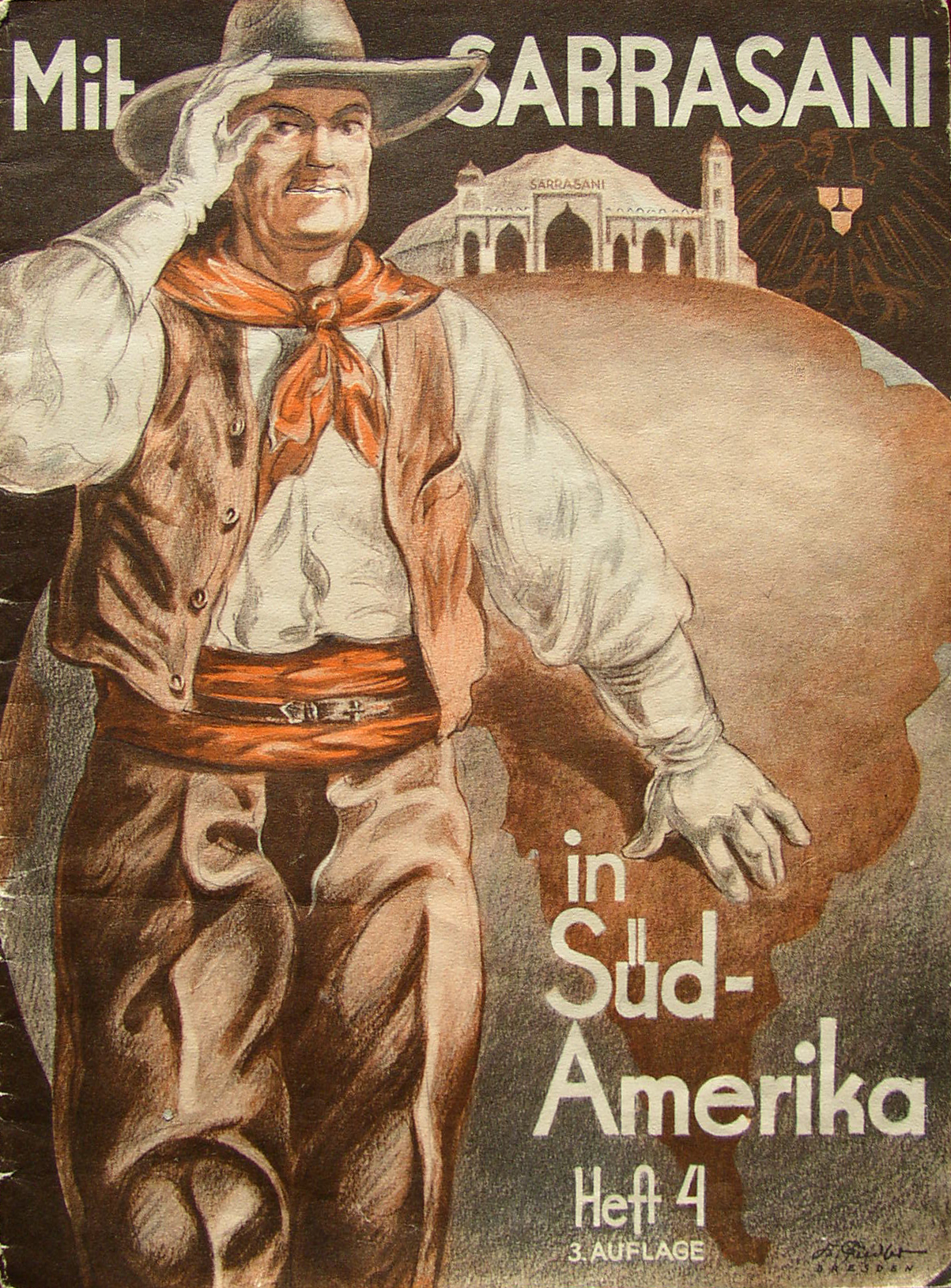
تصویرسازی برای کتاب، با سیرک سارانسی در آمریکای جنوبی
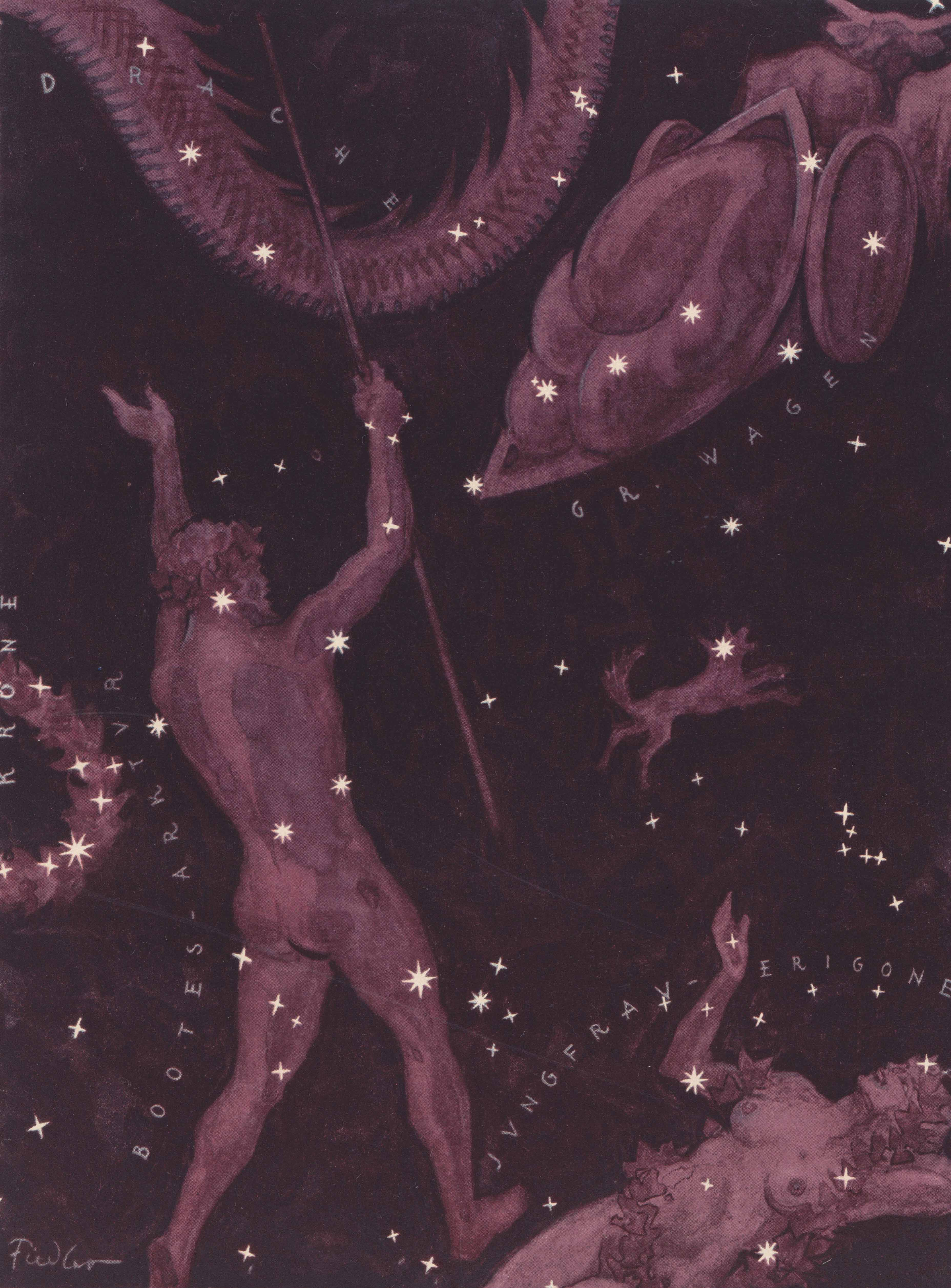
تصویرسازی برای کتاب، داس اشترنبیلدر باخ نوشته هرمان هافکر
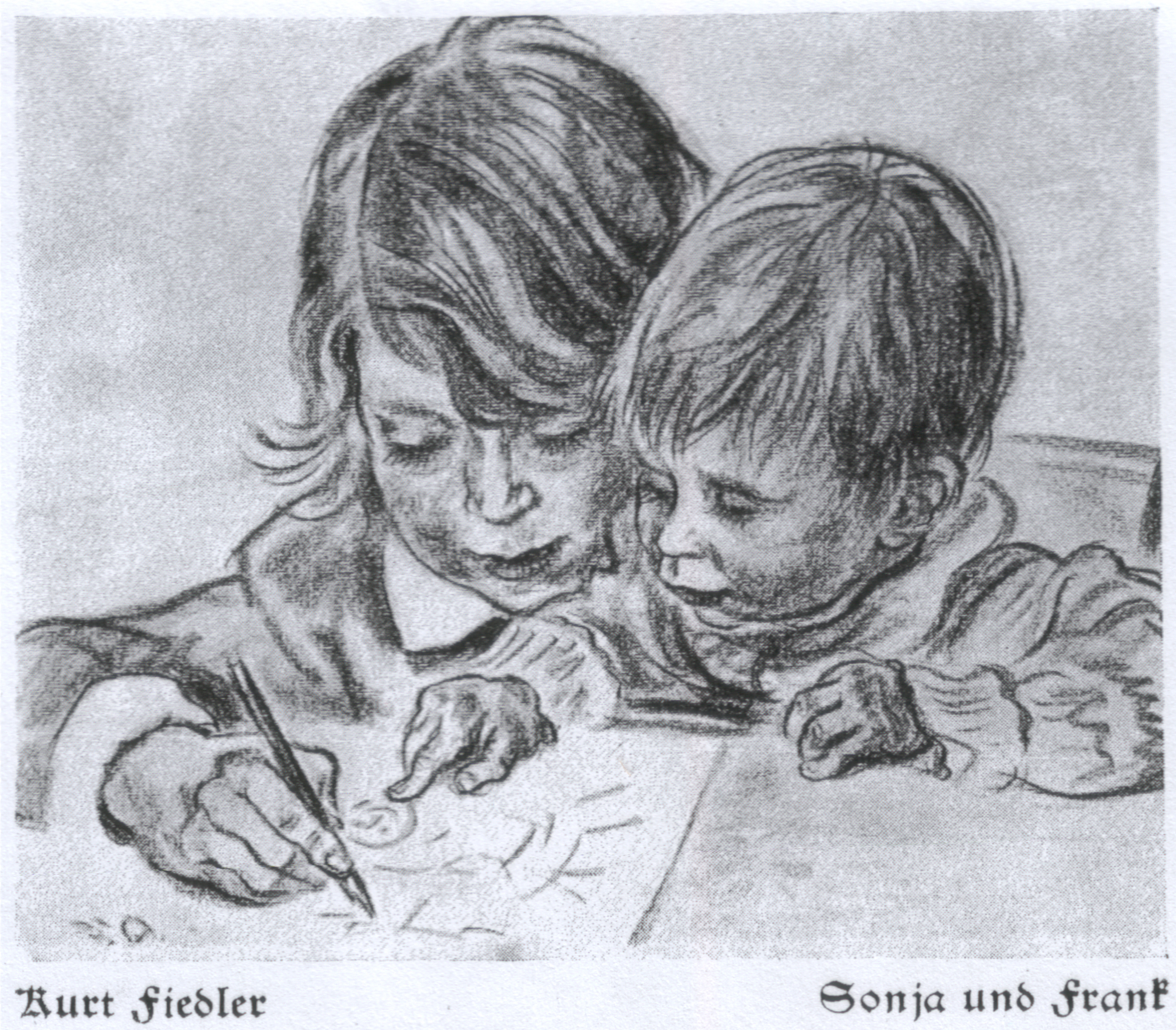
نمایشگاه هنر برولز تراس ۱۹۳۳
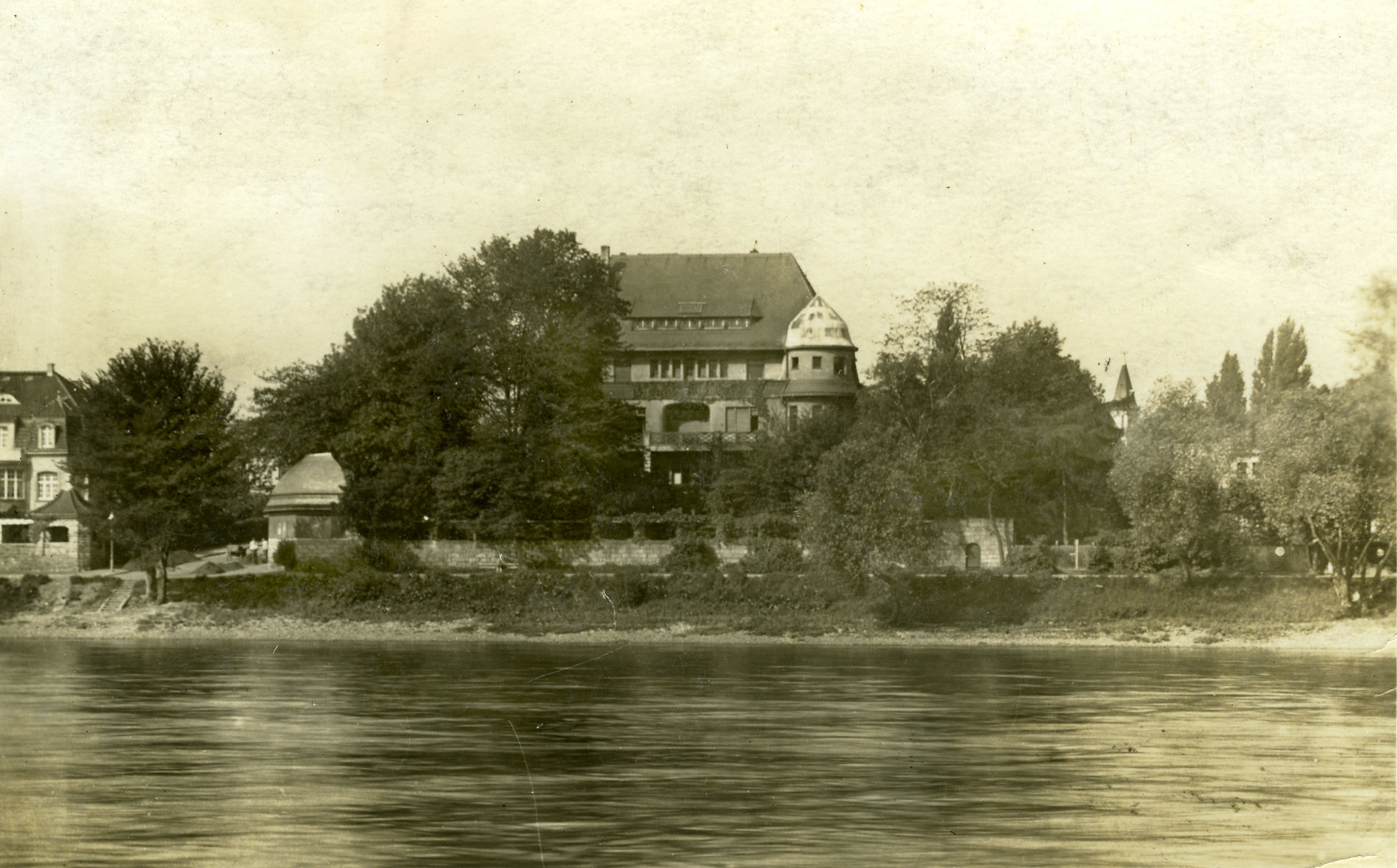
دوربوندهاوس بلاسویتز
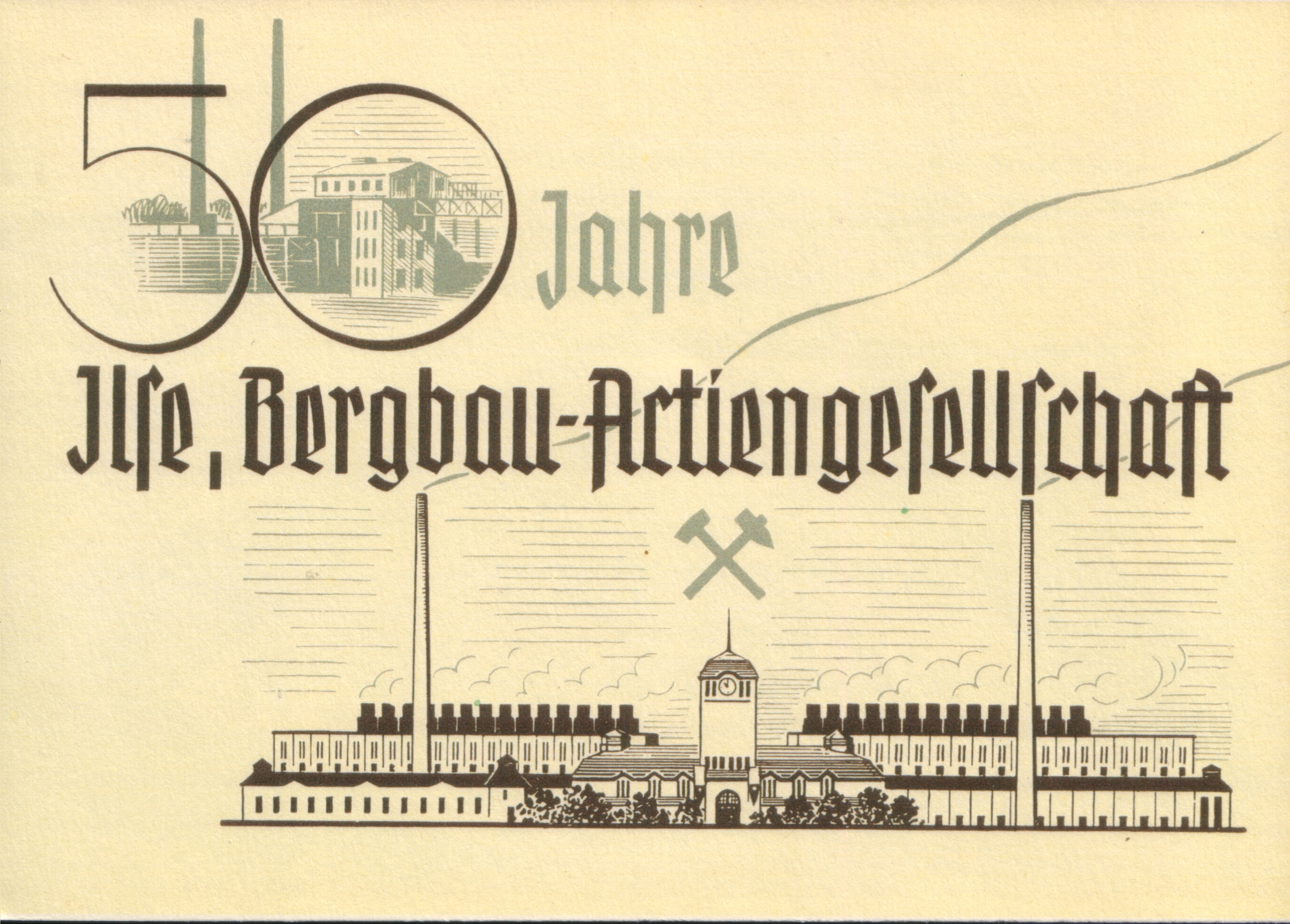
تبلیغات توسط کورت فیدلر